# Becijferde bas

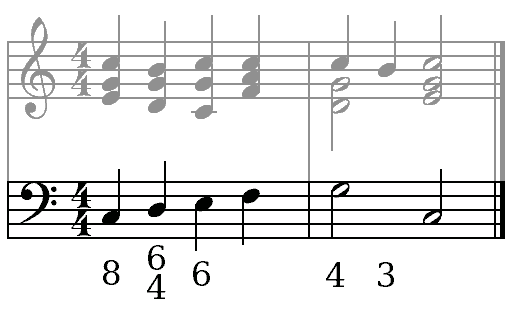
Becijferde basnotatie

De becijferde bas is in barokmuziek een manier om geïmproviseerde basharmoniën van de basso continuo uit te schrijven met behulp van cijfers onder de notenbalk. De cijfers geven een indicatie van de intervallen, akkoorden, en ornamentale noten voor een muziekdeel weer, binnen welk kader een uitvoerend muzikant kan improviseren.